# Yo-Yo Ma
Yo-Yo Ma  (en chino, 马友友; pinyin, Mǎ Yǒuyǒu; París, 7 de octubre de 1955) es un violonchelista y multinstrumentista franco-estadounidense de origen chino.

## Biografía
De padres de origen chino, a los cuatro años de edad aprendió a tocar violín y viola antes de aprender violonchelo. Comenzó a sobresalir en el mundo de la música desde una edad muy temprana. Ha ganado numerosos premios y distinciones (entre ellos varios Grammy), ha grabado numerosos discos y ha actuado en los teatros y óperas más grandes del planeta. Es considerado uno de los mejores violonchelistas del mundo.

### Niñez y carrera
Nació en París en 1955 y comenzó a tocar en público con solamente cinco años. En 1962 su familia se trasladó a Nueva York, donde vivió la mayor parte de sus años de formación. A los ocho años aparece en la televisión estadounidense en un concierto dirigido por Leonard Bernstein. A los quince años se graduó de la escuela secundaria y ya actuó como solista con la Orquesta Radcliffe de Harvard.
Yo-Yo Ma estudió en la Escuela Juilliard con Leonard Rose, antes de entrar a la universidad Harvard.
Obtuvo un gran reconocimiento y popularidad y estuvo de gira con muchas de las principales orquestas del mundo. Sus grabaciones de las Suites para violonchelo solo de Johann Sebastian Bach han sido especialmente aclamadas. También ha tocado música de cámara en numerosas ocasiones, acompañado por el pianista Emanuel Ax, con quien mantiene una buena amistad desde que se conocieron en Juilliard.
Se licenció en Harvard en 1976, universidad que le hizo merecedor de un doctorado honorífico en 1991.

### Carrera reciente
El 7 de julio de 1994, estrenó el Concierto para violonchelo y orquesta de John Williams, bajo su dirección y acompañado de la Orquesta Sinfónica de Boston. El concierto fue escrito especialmente para él, como sugirió Seiji Ozawa.
En 1997 Yo-Yo Ma tocó el concierto para chelo de Edward Elgar con la Orquesta Sinfónica de Chicago bajo la dirección de Daniel Barenboim.
Yo-Yo Ma trabaja actualmente en el Proyecto Ruta de la Seda, una iniciativa del propio Ma que comenzó en 1998 y cuyo principal objetivo es vincular las artes de Occidente y Oriente reuniendo artistas y público de todo el mundo, y con el que ha brindado la posibilidad de desarrollo y estudio a todas las clases sociales en el marco de las ideas y tradiciones de las diferentes culturas que abarcaba la Ruta de la Seda.
Ha ganado numerosos premios y galardones (entre ellos numerosos Grammy) y ha grabado más de 50 discos, actualmente actúa en los teatros y óperas más importantes del mundo. El 20 de enero de 2009 participó en la inauguración presidencial de Barack Obama, interpretando junto a los músicos Itzhak Perlman, Gabriela Montero y Anthony McGill la obra Air & Simple Gifts, una composición del músico John Williams.

### Estilo
Yo-Yo Ma tiene un repertorio más ecléctico que el típico de los intérpretes de música clásica. Además de las numerosas grabaciones de la norma del repertorio clásico, también registró piezas barrocas; bluegrass estadounidense; melodías tradicionales chinas; obras de Astor Piazzolla y Osvaldo Golijov (compositores contemporáneos argentinos), así como obras de Philip Glass (minimalismo moderno), John Williams y Ennio Morricone. Específicamente junto al compositor John Williams, ha alcanzado el éxito trabajando en la música de películas como Siete Años en el Tíbet y Memorias de una geisha.

## Instrumentos
Su primer instrumento fue el fabricado por Domenico Montagnana (manufacturado en Venecia en 1733). Yo-Yo Ma perdió este chelo de más de doscientos setenta años (que él apodaba Petunia) olvidado en un taxi, una noche en Nueva York, aunque más tarde lo recuperó, intacto.
Otro de los chelos que utiliza Yo-Yo Ma es un Stradivarius 1712, que pertenecía a Karl Davydov y luego a Jacqueline du Pré.
También posee un violonchelo hecho de fibra de carbono, de la compañía de Luis y Clark (Boston).

## Premios y reconocimientos

### Premios Grammy
Grammy Award for Best Chamber Music Performance:
- 1986 Brahms: Cello & Piano Sonatas in E Minor Op. 38 & F Op. 99 (RCA 17022)
- 1987 Beethoven: Cello & Piano Sonata n.º 4 in C & Variations (CBS 42121)
- 1992 Brahms: Piano Quartets Op. 25, Op. 26 (Sony 45846)
- 1993 Brahms: Sonatas para violonchelo y piano (Sony 48191)
- 1996 Brahms/Beethoven/Mozart: Clarinet Trios (Sony 57499)

Grammy Award for Best Instrumental Soloist Performance:
- 1990 Barber: Concierto para violonchelo, Op. 22/Britten: Sinfonía for Cello & Orchestra, Op. 68 (CBS 44900)
- 1993 Prokófiev: Sinfonia Concertante/Chaikovski: Variations on a Rococo Theme (Sony 48382)
- 1995 The New York Album – Works of Albert, Bartók & Bloch (Sony 57961)
- 1998 Yo-Yo Ma Premieres – Danielpour, Kirchner, Rouse (Sony Classical 66299)

Grammy Award for Best Instrumental Soloist Performance:
- 1985 Bach: The Unaccompanied Suite para violonchelos (CBS 37867)

Grammy Award for Best Classical Contemporary Composition:
- 1995 The New York Album, Stephen Albert: Concierto para violonchelo (Sony 57961)

Grammy Award for Best Classical Album:
- 1998 Yo-Yo Ma Premieres – Danielpour, Kirchner, Rouse (Sony Classical 66299)

Grammy Award for Best Classical Crossover Album:
- 1999 Soul of the Tango – The Music of Ástor Piazzolla (Sony Classical 63122)
- 2001 Appalachian Journey (Sony 66782)
- 2004 Obrigado Brazil (Sony 89935)
- 2009 Songs of Joy & Peace (Sony Classical B001BN1V8U)

Grammy Award for Best Folk Album:
- 2012 The Goat Rodeo Sessions w/ Stuart Duncan, Edgar Meyer & Chris Thile

Grammy Award for Best World Music Album:
- 2017 Sing Me Home – Yo-Yo Ma & The Silk Road Ensemble

### Otros
- 1978: Avery Fisher Prize
- 2001: Medalla Nacional de las Artes[8]
- 2004: Latin Grammy for Best Instrumental Album at the 2004 Latin Grammy Awards for Obrigado Brazil (Sony 89935)
- 2005: Doctor of Musical Arts (D.M.A.) (honoris causa) at Princeton University
- 2006: Dan David Prize
- 2006: Léonie Sonning Music Prize
- 2007: Award of Distinction at the International Cello Festival
- 2011: Premio Kennedy[9]
- 2011: Glenn Gould Prize
- 2011: Medalla Presidencial de la Libertad[10]
- 2012: Polar Music Prize
- 2012: Best Cross-Cultural Collaboration Award by Songlines magazine's 2012 annual Songlines Music Awards, por The Goat Rodeo Sessions con Stuart Duncan, Edgar Meyer y Chris Thile
- 2013: Vilcek Prize in Contemporary Music[11]
- 2014: Midwest Young Artists Golden Baton Award
- 2014: Fred Rogers Legacy Award
- 2016: Comendador de la Orden de las Artes y las Letras[12]
- 2021: Praemium Imperiale[13]

## Discografía
1978:
- Finzi: Concierto para violonchelo Op. 40 (reeditado en 2007)

1979:
- Robert White Sings Beethoven

1980:
- Saint-Saëns: El carnaval de los animales; Variaciones sobre un tema de Beethoven, Op. 35; Polonaise, Op. 77
- Saint-Saëns & Lalo: Conciertos para violonchelo
- Beethoven: Triple concierto en do mayor, Op.56

1981
- Haydn: Conciertos para violonchelo
- Beethoven: Sonatas para violonchelo y piano completas, Vol. 1 (con Emanuel Ax)

1982
- Kreisler, Paganini

1983
- Bach: Sonatas para viola da gamba y clave
- Bach: The Six Unaccompanied Suite para violonchelos
- Shostakóvich & Kabalevsky: Conciertos para violonchelo
- Beethoven: Sonatas para violonchelo, Op.5 n.º 1 & 2
- Kreisler, Paganini: Works

1984
- Bolling: Suite para violonchelo & Jazz Piano Trio
- Beethoven: Sonatas para violonchelo y piano completas, Vol. 2 (con Emanuel Ax)
- Schubert: Quinteto para cuerdas
- Haydn: Three Favorite Concertos - Cello, Violin & Trumpet Concertos
- Beethoven Sonatas Vol. 2, n.º 3 Op. 69; n.º 5 Op. 102, n.º 2

1985
- Japanese Melodies
- Elgar, Walton: Conciertos para violonchelo
- Mozart: Divertimento, K.563
- Brahms: Sonatas para violonchelo y piano (con Emanuel Ax)
- Schubert: Quinteto para cuerdas en do mayor

1986
- Strauss: Don Quixote; Schoenberg: Concierto
- Beethoven: Sonatas para violonchelo y piano completas, Vol. 3 (con Emanuel Ax)
- Dvořák: Concierto para violonchelo
- Beethoven: Sonata para violonchelo n.º 4; Variations

1987
- Boccherini: Concerto; J.C. Bach: Sinfonia Concertante & Grand Overture
- Mozart: Adagio y fuga en do menor; Schubert: Cuarteto para cuerdas n.º 15
- Beethoven: Sonatas para violonchelo completas

1988
- Schumann: Concierto para violonchelo; Fantasiestucke, Op. 73; Adagio y allegro, Op. 70; Stücke im Volkston, Op. 102 (con Emanuel Ax)
- Dvořák: Tríos para piano (con Emanuel Ax & Young Uck Kim)
- Brahms: Doble concierto; Cuarteto para piano (pistas 1-3, con la Sinfónica de Chicago, dir. Claudio Abbado; pistas 4-7, con Emanuel Ax, Isaac Stern y Jaime Laredo)
- Shostakóvich: Trío para piano; Sonata para violonchelo (con Emanuel Ax)

1989
- Barber: Concierto para violonchelo; Britten: Sinfonía para violonchelo
- Strauss & Britten: Sonatas para violonchelo (con Emanuel Ax)
- Shostakóvich: Quartet n.º 15; Gubaidulina: Rejoice!
- Anything Goes: Stephane Grappelli & Yo-Yo Ma Play (Mostly) Cole Porter
- Great Conciertos para violonchelo: Dvořák, Elgar, Haydn, Saint-Saëns, Schumann
- The Japanese Album
- Portrait of Yo-Yo Ma
- Shostakóvich: Sinfonía n.º 5; Concierto para violonchelo

1990
- Mozart: Serenade n.º 10; Sonata para fagot y violonchelo
- Brahms: The Piano Quartets (con Emanuel Ax, Isaac Stern & Jaime Laredo)
  - 2 CDs: Cuarteto con piano n.º 1, Op. 25 & n.º 3, Op. 60; Cuarteto con piano n.º 2, Op. 26
- A Cocktail Party
- Strauss: Don Quixote; Die Liebe der Danae

1991
- Prokófiev & Rachmaninoff: Sonatas para violonchelo (con Emanuel Ax)
- Chaikovski Gala in Leningrad
- Brahms: Doble concierto; Berg: Concierto de cámara
- Saint-Saëns: Concierto para violonchelo n.º 1; Concierto para piano n.º 2; Concierto para violín n.º 3

1992:
- Hush (con Bobby McFerrin)
- Prokófiev: Sinfonia concertante; Chaikovski: Variaciones
- Brahms: String Sextets; Theme & Variations for Piano
- Brahms: Sonatas para violonchelo y piano (con Emanuel Ax)
- Saint-Saëns: Organ Sinfonía; Bacchanale; Marche militaire; Carnaval des animaux; Danse macabre

1993:
- Schoenberg: Verklärte Nacht; String Trio
- Made in America
- Yo-Yo Ma at Tanglewood (VHS)
- Faure: Piano Quartets (con Emanuel Ax, Isaac Stern & Jaime Laredo)

1994:
- Immortal Beloved
- Chopin: Chamber Music (con Emanuel Ax (pistas 1-9), Pamela Frank (pistas 1-4) & Ewa Osinska (pista 10))
- The New York Album
- Greatest Hits: Gershwin
- Greatest Hits: Chaikovski
- Beethoven, Schumann: Cuartetos con piano (con Emanuel Ax, Isaac Stern & Jaime Laredo)
- Dvořák in Prague: A Celebration

1995:
- Concertos from the New World
- Greatest Hits: Saint-Saëns
- Tackling the Monster: Marsalis on Practice (VHS)
- Brahms, Beethoven, Mozart: Clarinet Trios (con Emanuel Ax & Richard Stoltzman)
- The Essential Yo-Yo Ma

1996:
- Premieres: Conciertos para violonchelo by Danielpour, Kirchner & Rouse
- Schubert & Boccherini String Quintets
- Lieberson: King Gesar; Corigliano: Phantasmagoria (con Emanuel Ax (todas las pistas), Omar Ebrahim, Peter Serkin, Andras Adorjan, Deborah Marshall, William Purvis,  David Taylor, Stefan Huge & Peter Lieberson (pistas 1-7)).
- Appalachia Waltz
- Schubert: Trout Quintet; Arpeggione Sonata (con Emanuel Ax, Pamela Frank, Rebecca Young, Edgar Meyer (pistas 1-5) & Barbara Bonney (pista 9))

1997:
- Soul of the Tango, música de Astor Piazzolla
- Liberty!
- The Tango Lesson: Original Motion Picture Soundtrack
- Seven Years in Tibet: Original Motion Picture Soundtrack
- Sinfonía 1997
- Mozart: Los cuartetos con piano (con Emanuel Ax, Isaac Stern & Jaime Laredo)
- From Ordinary Things
- Goldschmidt: Los conciertos

1998:
- John Tavener: The Protecting Veil
- Erich Wolfgang Korngold; Schmidt: Music for Strings & Piano Left Hand
- Inspired by Bach: "Falling Down Stairs" - Suite para violonchelo n.º 3
- Inspired by Bach
- Inspired by Bach: "Struggle For Hope" - Suite para violonchelo n.º 5
- Inspired by Bach: "The Music Garden" - Suite para violonchelo n.º 1
- Inspired by Bach: "Sarabande" - Suite para violonchelo n.º 4
- Inspired by Bach: "The Sound of the Carceri" - Suite para violonchelo n.º 2
- Inspired by Bach: "Six Gestures" - Suite para violonchelo n.º 6

1999:
- John Williams Greatest Hits 1969–1999
- My First 79 Years
- Solo
- Brahms: Concierto para piano n.º 2, Sonata para violonchelo Op.78
- Lulie the Iceberg
- Songs & Dances
- Franz Joseph Haydn
- Simply Baroque (con Ton Koopman & Amsterdam Baroque Orchestra)
- Dvořák: Cuarteto con piano n.º 2; Brahms: Sonata para piano y violonchelo en re mayor, Op. 78 (con Emanuel Ax, Isaac Stern & Jaime Laredo (pistas 1-4))

2000:
- Inspired by Bach, Vol. 2 (DVD)
- Inspired by Bach, Vol. 3 (DVD)
- Tan Dun: Crouching Tiger, Hidden Dragon
- Inspired by Bach, Vol. 1 (DVD)
- Corigliano: Phantasmagoria (The Fantasy Album)
- Simply Baroque II (con Ton Koopman & Amsterdam Baroque Orchestra)
- Appalachian Journey Live in Concert (VHS & DVD)
- Appalachian Journey (con Edgar Meyer & Mark O'Connor)
- Dvořák: Cuarteto con piano n.º 2, Sonatina en sol mayor, Romantic Pieces

2001:
- Classic Yo-Yo
- Classical Hits
- Heartland: An Appalachian Anthology

2002:
- Naqoyqatsi: Original Motion Picture Soundtrack compuesta por Philip Glass
- Yo-Yo Ma Plays the Music of John Williams
- Silk Road Ensemble: Silk Road Journeys: When Strangers Meet
- Meyer & Bottesini Concertos (con Edgar Meyer (pistas 1-3): Concerto for Cello & Double Bass)

2003:
- Paris - La Belle Époque
- Master and Commander: Original Motion Picture Soundtrack
- Obrigado Brazil

2004:
- The Dvořák Album
- Vivaldi's Cello
- Obrigado Brazil Live
- Silk Road Ensemble: Silk Road Journeys: Beyond the Horizon

2005:
- Yo-Yo Ma Plays Ennio Morricone, arreglado y dirigido por Ennio Morricone
- Memoirs of a Geisha: Original Motion Picture Soundtrack, compuesto y dirigido por John Williams. Con Itzhak Perlman.

2007:
- Appassionato
- Dvořák in Prague: a Celebration (DVD)

2008:
- Silk Road Ensemble: New Impossibilities
- Songs of Joy & Peace

2009:
- "Cinema Paradiso" on Chris Botti in Boston
- 30 Years Outside the Box—Box set includes two bonus disks con various previously unreleased recordings

2010:
- Mendelssohn: Tríos para piano; Canciones sin palabras; Beethoven: Trío para piano (con Emanuel Ax, Itzhak Perlman (pistas 1-8), Pamela Frank (pista 14))

2011:
- The Goat Rodeo Sessions (con Stuart Duncan, Edgar Meyer & Chris Thile)

2015:
- Before this World (con James Taylor)
- Songs from the Arc of Life (con Kathryn Stott)

2016:
- Yo-Yo Ma & Silk Road Ensemble: Sing Me Home

2018
- Six Evolutions - Bach: Suite para violonchelos[14]

2020
- Beethoven: Triple Concerto; Sinfonía n.º 7 (con Anne-Sophie Mutter & Daniel Barenboim)[15]
- Not Our First Goat Rodeo (con Stuart Duncan, Edgar Meyer & Chris Thile)

## Influencia
En Stone Ocean, la sexta parte del manga japonés JoJo's Bizarre Adventure, el stand perteneciente a D an G se llama Yo-Yo Ma, en alusión al músico homónimo.

## Vida personal
Desde 1978, Ma está casado con Jill Hornor, una consultora de arte. Tienen dos hijos, Nicholas y Emily. Aunque personalmente lo considera el "peor epíteto al que se ha enfrentado", fue "etiquetado" en 2001 como "Músico clásico más sexy" por People. Ha seguido recibiendo este tipo de elogios a lo largo de los años, incluso por parte de AARP en 2012. También ha sido elogiado como persona de carácter incuestionable, y destacado por su espíritu humilde, su forma de ser autocomplaciente y su humanitarismo.
Según la investigación presentada por Henry Louis Gates Jr. para la serie de la PBS Faces of America, un pariente escondió el libro de genealogía de Ma en su casa de China para salvarlo de la destrucción durante la Revolución Cultural. La ascendencia paterna de Ma se remonta a 18 generaciones hasta el año 1217. La genealogía fue recopilada en el siglo XVIII por un antepasado, que remonta a todos los que se apellidan Ma, por la línea paterna, hasta un antepasado común en el siglo III a. C. El nombre de generación de Ma, Yo, fue decidido por su cuarto tío abuelo, Ma Ji Cang, en 1755. Las investigaciones de ADN revelaron que Ma está emparentada lejanamente con la actriz Eva Longoria.